# Thysanoidma eromenalis
Thysanoidma eromenalis är en fjärilsart som beskrevs av Pieter Cornelius Tobias Snellen 1880. Thysanoidma eromenalis ingår i släktet Thysanoidma och familjen Crambidae. Inga underarter finns listade i Catalogue of Life.